# Carrhotus viduus
Carrhotus viduus es una especie de araña saltarina del género Carrhotus, de la familia Salticidae, orden Araneae. Fue descrita por C. L. Koch en 1846.
Se distribuye por Asia: Irán, India, Nepal y China. Fue publicada en Die Arachniden. J. L. Lotzbeck, Nürnberg Dreizehnter Band: Pp. 1-234, Pl. 433-468 (F. 1078-1271); Vierzehnter Band, Pp. 1-88, Pl. 467-480 (F. 1272-1342).